# For a Jumper
For a Jumper is een soloproject van de Belgische producer Regi Penxten. Onder deze naam wilde Penxten enkele jumpsingles en jumpversies van anders singles uitbrengen. Het project ging van start in het voorjaar van 2007: toen verschenen op Regi in the Mix 4 de nummers Greece 2000 en For an Angel. Kort daarna kwam de eerste single For an Angel uit, begin augustus Greece 2000. Daarna werd het een poosje stil rond dit project tot er op de cd Regi in the Mix 5 de titel van de nieuwe single verscheen: Flight 643.

## Singles
Er zijn twee singles uitgekomen van For a Jumper, telkens bij platenmaatschappij Mostiko.

### For an Angel
Verschenen op 1 maart 2007. Nummers:
1. For an Angel (Original) (04:02)
2. Angel Too (04:03)
3. For an Angel (Stormtraxx Rmx) (06:34)
4. For an Angel (Juno's Rmx) (04:58)

### For an Angel - Greece 2000
Verschenen op 2 augustus 2007. Nummers:
1. For an Angel (Original) (04:02)
2. Greece 2000 (03:07)
3. Angel Too[bron?] (04:01)